# Doute
Doute  (Frans voor een zware vertwijfeling) is een compositie van Albert Roussel. Roussel schreef het werkje voor piano solo over twee bladzijden in 1919. Het werd voor het eerst gespeeld op 15 mei 1920 in de Société nationale de musique in Parijs. Het werk is een tijdgenoot van Roussels tweede symfonie, die hij schreef na de verschrikkingen van de Eerste Wereldoorlog en een langdurige ziekte. De twijfel had een effect; het verscheen pas postuum in 1948.
Het is opgedragen aan Claude Duboscq (1897-1938), een vrijwel onbekend gebleven componist, die studeerde aan de Schola Cantorum de Paris. Erik Satie droeg zijn Premier minuet aan hem op.